# Поппо (архиепископ Трира)

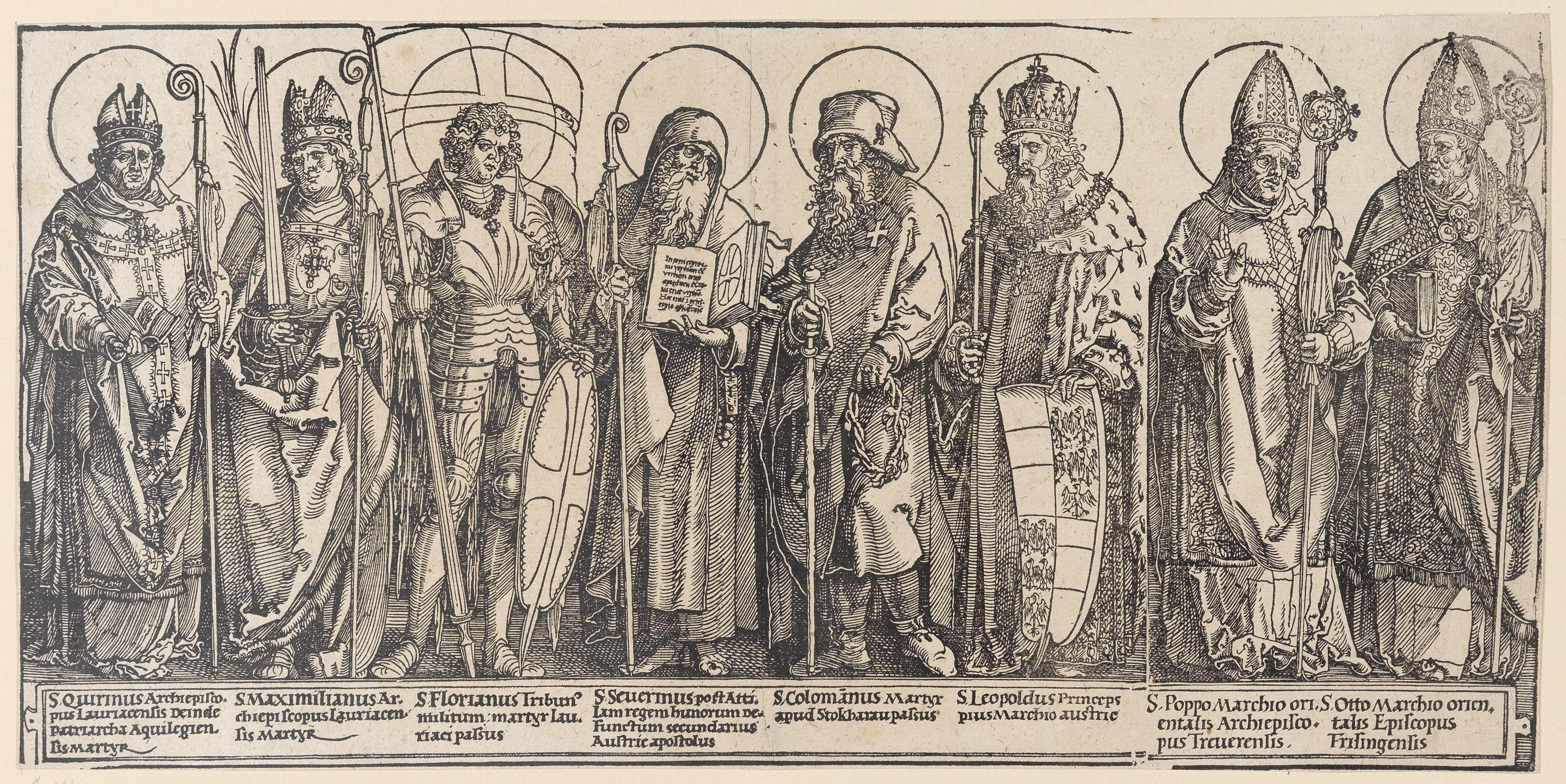
Гравюра Дюрера. Покровители Австрии. Архиепископ Поппо второй справа. 1515—1517

Поппо фон Бабенберг (ок. 986 — 16 июня 1047) — церковный деятель XI века, Архиепископ Трира (1016—1047).

## Биография
Представитель первой княжеской династии в Австрии — Бабенберги. Сын маркграф Австрии Леопольда I и Рихарды, предположительно дочери Эрнста IV (из рода Эрнсте), графа Зуалафельдгау. Его братьями были Генрих I (ум. 1018), маркграф Австрии (с 994), Эрнст I (ум. 1015), герцог Швабии (с 1012), Адальберт (ум. 1055), маркграф Австрии (с 1018) и Лиутпольд I (архиепископ Майнца) (ум. 1059).
Образование получил в Регенсбурге.
В 1007 году император Священной Римской империи Генрих II назначил его первым настоятелем своего нового кафедрального собора Святого Петра и Святого Георгия в Бамберге, одного из семи имперских соборов Германии.
Когда в 1015 году Трирский архиепископ Мегингод умер, Генрих II выбрал Поппо на его место. Он был освящен Эрканбальдом, архиепископом Майнца, а в 1016 году назначение подтвердил Папа Бенедиктом VIII.
В 1018 г. император передал под его управление и контроль за соблюдением установленных стандартов королевский монетный двор в Кобленце.
В 1028—1030 годах Поппо совершил паломничество на Святую землю с монахом Симеоном Трирским. После смерти Симеона в 1035 году, спустя небольшое время архиепископ Поппо сделал представление в Рим о канонизации затворника. Что и было сделано папой римским Бенедикт IX. Эта канонизация стала второй в истории папства.
С 1037 года до своей смерти в 1047 г. Поппо был занят расширением и украшением Трирского собора. Во время осмотра строительства 16 июня 1047 года архиепископ Поппо умер.
Похоронен в церкви Святого Симеона в Трире, которую он основал. В 1803 году Поппон был перезахоронен святым Гервазием. Во время Второй мировой войны его могила была полностью разрушена.